# Gianni Vattimo
Gianteresio Vattimo (4 tháng 1 năm 1936 – 19 tháng 9 năm 2023) là một triết gia và chính trị gia người Ý.

## Tuổi thơ
Gianteresio Vattimo được sinh ra ở Turin, Piedmont. Ông học triết học theo nhà hiện sinh Luigi Pareyson tại Đại học Turin, và tốt nghiệp bằng laurea vào năm 1959. Sau khi học với Karl Löwith và Hans-Georg Gadamer ở Heidelberg, ông trở về Torino, nơi ông trở thành trợ lý giáo sư năm 1964, và sau đó trở thành giáo sư Mỹ học vào năm 1969. Khi còn ở Torino, trở thành giáo sư triết học lý thuyết năm 1982, ông là giáo sư thỉnh giảng tại một số trường đại học Mỹ.
Đối với các tác phẩm của mình, ông đã nhận được bằng danh dự từ các trường đại học La Plata, Palermo, Madrid, Havana, San Marcos của Lima.
Vattimo nói rằng ông đã được miễn nghĩa vụ quân sự.
Sau khi hoạt động trong Đảng cấp tiến, Alleanza per Torino tồn tại trong thời gian ngắn và Đảng Dân chủ cánh tả, Vattimo gia nhập Đảng Cộng sản Ý. Ông được bầu làm thành viên Nghị viện châu Âu đầu tiên vào năm 1999 và cho nhiệm vụ thứ hai vào năm 2009.
Ông là người đồng tính công khai và là một kẻ hư vô, người đã chấp nhận ý tưởng của Nietzsche về cái chết của Chúa.